# Наследник (фильм, 1973)
«Наследник» (фр. L'Héritier) — фильм, криминальная драма режиссёра Филиппа Лабро. Совместное производство Франции и Италии, 1973 год. Главную роль исполнил Жан-Поль Бельмондо.

## Сюжет
Крупный промышленник, медиа-магнат, финансист и политик Юго Корделль вместе с женой погибает в авиакатастрофе. Самолёт взорвался через 18 минут после вылета. Его единственным наследником является сын Барт (Бельмондо), который приезжает из США вместе со своим другом Давидом Ловенштайном, чтобы взять в свои руки руководство империей отца. При жизни Юго Корделль не ладил со своим сыном. Окончательный разрыв между ними произошёл, когда Барт женился на дочери Луиджи Галацци, итальянского индустриального магната, являющегося политическим противником его отца. После этого Барт покинул Францию и поселился с семьёй в США. Теперь, вернувшись на родину, он является тёмной лошадкой для прессы и для подчинённых его отца, которые очень хотели бы узнать о нём побольше. А Барт Корделль пытается выяснить обстоятельства гибели отца, так как подозревает, что авиакатастрофа была подстроена его врагами. В результате собственного расследования он узнаёт об истинной причине вражды между его отцом и тестем: Луиджи Галацци во время войны руководил арестом и депортацией брата Юго Корделля, который умер незадолго до прихода союзнических сил. В руки к Барту попадает также микроплёнка, принадлежавшая его отцу, с документами, доказывающими участие Галацци в депортации богатых римских евреев. Следующий номер журнала Корделля посвящён только одной теме — разоблачению Галацци. За это Барт платит своей жизнью.

## В ролях
- Жан-Поль Бельмондо — Барт Корделл
- Морис Гаррель — Брайен (детектив)
- Франсуа Шометт  — мэтр Жорж Терон-Майяр
- Карла Гравина  — Лиза
- Жан Рошфор  — Андре
- Шарль Деннер  — Давид Ловенштайн
- Жан Десайи  — Жан-Пьер Карнаван
- Мишель Бон  — Фредерик Ламбер
- Фоско Джакетти  — Луиджи Галаццо
- Филипп Лабро  — журналист